# 烏爾巴諾六世
烏爾巴諾六世（拉丁語：Urbanus PP. VI；約1318年—1389年10月15日）原名巴爾多祿茂·普里尼亞諾（Bartolomeo Prignano，於1378年4月8日當選教宗，同年4月18日即位至1389年10月15日為止。

## 對立教宗
在烏爾巴諾六世任內，十三名法國樞機自行選出一名對立教宗克勉七世，這導致了大分裂時期。

## 譯名列表
- 烏爾巴諾：天主教香港教區禮儀委員會：禧年專頁 （页面存档备份，存于）作烏爾巴諾。
- 烏爾班：《大英簡明百科知識庫》2005年版[永久]作烏爾班。
- 伍朋：香港天主教教區檔案　歷任教宗作伍朋。
- 乌尔班、乌尔万、于尔邦、厄本：《世界人名翻譯大辭典》1993年版作乌尔班、乌尔万、于尔邦、厄本。